# Pikine Nord
Pikine Nord est l'une des 16 communes de la ville de Pikine (Sénégal). Située à l'entrée de la presqu'île du Cap-Vert, à l'est de Dakar, elle fait partie de l'arrondissement de Dagoudane.

## Géographie
La commune d'arrondissement fait partie de la zone agro-écologique des Niayes, dont une partie en dépression humide.
| Sam Notaire (Guédiawaye) | Djidah Thiaroye Kao |            |
| Pikine Ouest             | Pikine Nord         | Pikine Est |
|                          | Pikine Ouest        |            |

## Histoire
Elle a été créée en 1996.

## Quartiers
La commune est constituée de 18 quartiers et 2959 concessions : Darou Khoudoss, Colobane Lansar, Ainoumane 1, Ainoumane 2, Wakhinane Nord, Nimzatt 1, Nimzatt 2, Medina Pikine, Fass Marigot, Colobane Arafat, Seukeuba, Route des Niayes, Diacksao 1, Diacksao 2, Colobane Sam, Gueule Tapée, Colobane Robinet Till, Ndiassane. 

## Population
Selon une enquête réalisée en 2012, la population est constituée de différentes ethnies réparties en : Wolofs (50 %), Halpulars (22 %), Sérères (8 %), Bambaras (4 %), Socés (3 %), Soninkés (3 %), Manjaques (3 %), Maures (2 %), Autres (5 %).

## Sports
L'Arène nationale du Sénégal, infrastructure sportive d’une capacité de 25 mille places, dotée de plusieurs salles de sport destinées à la boxe, les arts martiaux, et l'haltérophilie, est inaugurée en juillet 2018 à  Pikine Nord.